# 青山一二
青山 一二（あおやま けんじ、1903年 - 1984年）は、日本の教育者・自然保護活動家。元釧路短期大学学長。北海道出身。
1927年北海道札幌師範学校（現在の北海道教育大学札幌校）卒業。卒業後、道内の尋常小学校の教諭などを経て、1945年、釧路市立中学校校長に就任。1953年釧路市教育長に就任。1972年釧路市教育長退職後、釧路短期大学学長に就任（ - 1984年）。1978年勲四等瑞宝章を受章。1979年一般財団法人釧路市民文化振興財団理事長（ - 1984年）。
釧路市教育長時代はタンチョウヅル保護の為の自然公園建設に尽力し、市内小中学校の増設や公民館設置に力を注いだ。また、教育長退職後も晩年まで環境保護活動を続けた。